# TV6 (1994)
TV6 був телевізійним каналом, започаткованим Kinnevik як каналом, орієнтованим на жінок. На каналі показували такі телевізійні шоу, як Рікі Лейк і Династія. У денний час шопінг-канал TVG транслюватиметься на тому ж каналі, що й TV6.
У 1996 році Кінневік відкрив спортивний канал Sportkanalen, який виходив на одному каналі з TV6 у вихідні.
2 лютого 1998 року канал був перейменований у Viasat Nature/Crime.